# Камышинский историко-краеведческий музей
Камышинский историко-краеведческий музей — музей в городе Камышин Волгоградской области России.

## История
Камышинский историко-краеведческий музей был создан в 1961 году. В его создание и оформление большой труд вложили учительницы Е. Н. Давыдова (депутат Верховного Совета РСФСР), К.И. Аксёнова (кавалер ордена Ленина, мать Председателя камышинского горисполкомa, а затем первого секретаря горкома партии В.В. Аксёнова), Т. П. Харченко, биолог Т.И. Ляшенко, фотокорреспондент С.К. Дмитрова, художник Н.В. Ерофеев, краеведы Г.Н. Шендаков и К. Д. Дыбля. В 1968 году музей получил статус государственного. Музей разместили, по инициативе В.В. Аксёнова, в здании Земского дома (земской управы), построенного в 1901 году в стиле русского барокко, расположенного на берегу Волги и с тех пор служившим местом работы многих поколений камышинских чиновников. В настоящее время здание является памятником архитектуры федерального значения.
Экспозицию историко-краеведческого музея занимает 14 больших комнат. Здесь представлен животный мир области, история освоения края, география и геология края, археология, Камышинский район после революции и в годы Великой Отечественной войны, история уезда.
В музее к настоящему времени представлено более 60 тысяч экспонатов. Наиболее значительны коллекции: этнографическая, палеонтологическая и археологическая. В музее есть редкие книги; старинные часы, посуда, мебель; коллекция монет, собрано большое количество научной литературы и имеется книжный фонд, состоящий из 16 тысяч томов. Отдельную комнату занимает экспозиция быта горожан советских времени. В ней представлена мебель, первые советские телевизоры, трюмо, детские игрушки.
В музее проходят постоянные и временные художественные выставки. Ежегодно 13 августа в день основания краеведческого музея проводится день открытых дверей. Первым директором музея была Клавдия Дмитриевна Дыбля.

## Здание музея
Музей находится в здании бывшей «Земской управы». Здание построено по проекту архитектора А. Т. Тимофеева в 1901 году по мотивам московско-ярославского зодчества XVII века.
Здание двухэтажное, кирпичное, в плане в форме буквы Г, имеет круговой опоясыващий и завершающий карнизы с сухариками. В здании высокие крыши со слуховыми окнами, широкие балконы по фасаду. На первом этаже здания — полуциркульные окна. Архитектурные элементы здания выделяются жёлтым и красным цветом. Территория перед музеем благоустроена. Здание имеет пристройки.